# ホムンクルス (漫画家)
ホムンクルスは、日本の漫画家。

## 来歴
2009年、『COMIC快楽天』2009年7月号掲載の「Training Days」で商業誌デビュー。第25回快楽天新人漫画王賞「お姫様賞」受賞。以降、COMIC快楽天に不定期に作品を掲載。
2011年5月、初の単行本『はじらいブレイク』（ワニマガジン社）を出版。同年のとらのあな秋葉原店Aの年間ベストセラーで3位に入った。

## 作品リスト

### 漫画
1. 『はじらいブレイク』[4] （2011年5月31日発売[2]、ワニマガジン社〈ワニマガジンコミックススペシャル〉、ISBN 978-4-86269-168-2）
  - のーこん♥ （COMIC快楽天 2010年3月号）
  - はじらいブレイク （COMIC快楽天 2010年7月号）
  - ホームメイト 前編 （COMIC快楽天 2011年4月号）
  - ホームメイト 後編 （COMIC快楽天 2011年5月号）
  - 高円寺棗の事件簿 （COMIC快楽天 2010年11月号＋描き下ろし）
  - バードケージ （COMIC快楽天 2011年2月号＋描き下ろし）
  - Bathtub Crisis （COMIC快楽天 2010年5月号）
  - Fake! （COMIC快楽天 2010年2月号）
  - Pay By Love （COMIC快楽天 2009年9月号）
  - Training Days （COMIC快楽天 2009年7月号）
  - ミルクの時間 （COMIC快楽天 2010年9月号）
  - 海に咲く （COMIC快楽天 2009年11月号）
2. 『レンアイサンプル』[5] （2013年12月13日発売[6]、ワニマガジン社〈ワニマガジンコミックススペシャル〉、ISBN 978-4-86269-282-5）
  - PIN-UP （COMIC快楽天 2012年4月号＋描き下ろし）
  - ビキニの法則 （COMIC快楽天 2011年7月号）
  - I LOCK YOU! （COMIC快楽天 2012年8月号＋描き下ろし）
  - なつのけもの （COMIC快楽天 2012年12月号）
  - Be Natural♡ （COMIC快楽天 2013年7月号）
  - レンアイサンプル （COMIC快楽天 2013年2月号＋描き下ろし）
  - 至近距離恋愛 （COMIC快楽天 2012年2月号）
  - 沈黙姫 （COMIC快楽天 2013年5月号）
  - 小悪魔@ほーむ （COMIC快楽天 2012年6月号）
  - 妹☆注意報 （COMIC快楽天 2013年9月号＋描き下ろし）
  - ガールフレンド （COMIC快楽天 2012年1月号＋描き下ろし）
  - うらはらティーチャー♡ （COMIC快楽天 2012年3月号）
  - いやいや!? ティーチャー♡ （COMIC快楽天 2012年3月号）
  - YOU LOCK ME!!! （COMIC快楽天 2012年8月号）
  - その後のけもの （COMIC快楽天 2012年12月号）
  - 暴走姫♡ （COMIC快楽天 2013年5月号）
3. 『求愛エトランゼ』[7] （2019年4月26日発売[8]、ワニマガジン社〈ワニマガジンコミックススペシャル〉、ISBN 978-4-86269-638-0）
  - カラダ想い （COMIC快楽天 2015年3月号）
  - 求愛エトランゼ （COMIC快楽天 2017年2月号）
  - 恋ひ結び奇譚 （COMIC快楽天 2017年11月号）
  - いちごランデヴー （COMIC快楽天 2018年2月号）
  - ヒメゴトハニートラップ （COMIC快楽天 2018年6月号）
  - YES, My Darling （COMIC快楽天 2019年1月号）
  - Boy meets Girl （COMIC快楽天 2018年9月号）
  - サクラサク （COMIC快楽天 2019年4月号）
  - Spring of Wife （COMIC快楽天 2016年9月号）
  - はなればなれに （COMIC快楽天 2017年6月号）
  - 棘のアトリエ （COMIC快楽天 2016年5月号＋描き下ろし）

#### 未収録作品
- Secret Garden （COMIC快楽天 2020年8月号）[9]
- Bye-Bye Sister （COMIC快楽天 2021年2月号）[10]
- あいのことば （COMIC快楽天 2021年8月号）[11]
- One Way Lover （COMIC快楽天 2022年5月号）[12]
- また恋になる （COMIC快楽天 2022年8月号）[13]
- Beautiful girl （COMIC快楽天 2023年2月号）[14]
- オモイ×オモワレ （COMIC快楽天 2023年8月号）[15]
- Pure white （COMIC快楽天 2024年2月号）[16]
- 純愛ストラテジー （COMIC快楽天 2024年9月号）[17]